# 카트리나 할릴리

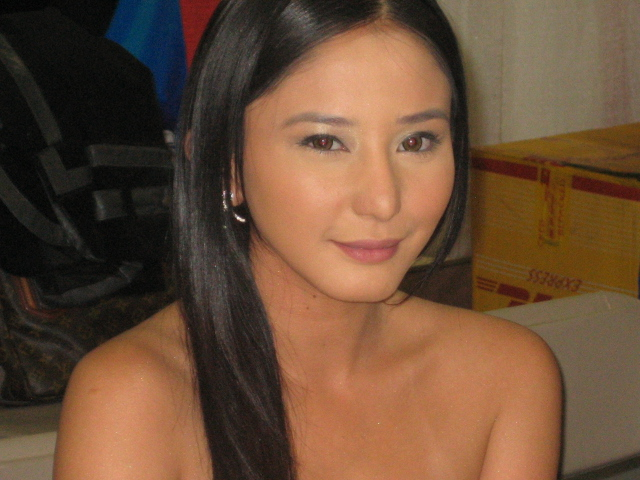

카트리나 할릴리(Katrina Halili, 1986년 1월 4일 ~ )는 필리핀의 배우, 모델이다.
케손시티에서 태어났다.

## 영화
- 뷰티 퀸 (2010년)
- 헌티드 하우스 (2009년)
- 로맨틱 아일랜드 (2008년) - Glamorous Girl 역
- 레시클로 (2007년)
- 슈퍼 노이피 (2006년) - 애니스 역
- 기길 (2006년)
- 조이라이드 (2004년)